# Lekkoatletyka na Letnich Igrzyskach Olimpijskich 1968 – bieg na 110 m przez płotki mężczyzn
Bieg na 110 metrów przez płotki mężczyzn podczas XIX Letnich Igrzysk Olimpijskich w Meksyku rozegrano 16 (eliminacje) i 17 października 1968 (półfinały i finał) na Estadio Olímpico Universitario. Zwycięzcą został Amerykanin Willie Davenport. W półfinale Ervin Hall ustanowił rekord olimpijski z wynikiem 13,3 s, który Davenport wyrównał w finale.

## Rekordy

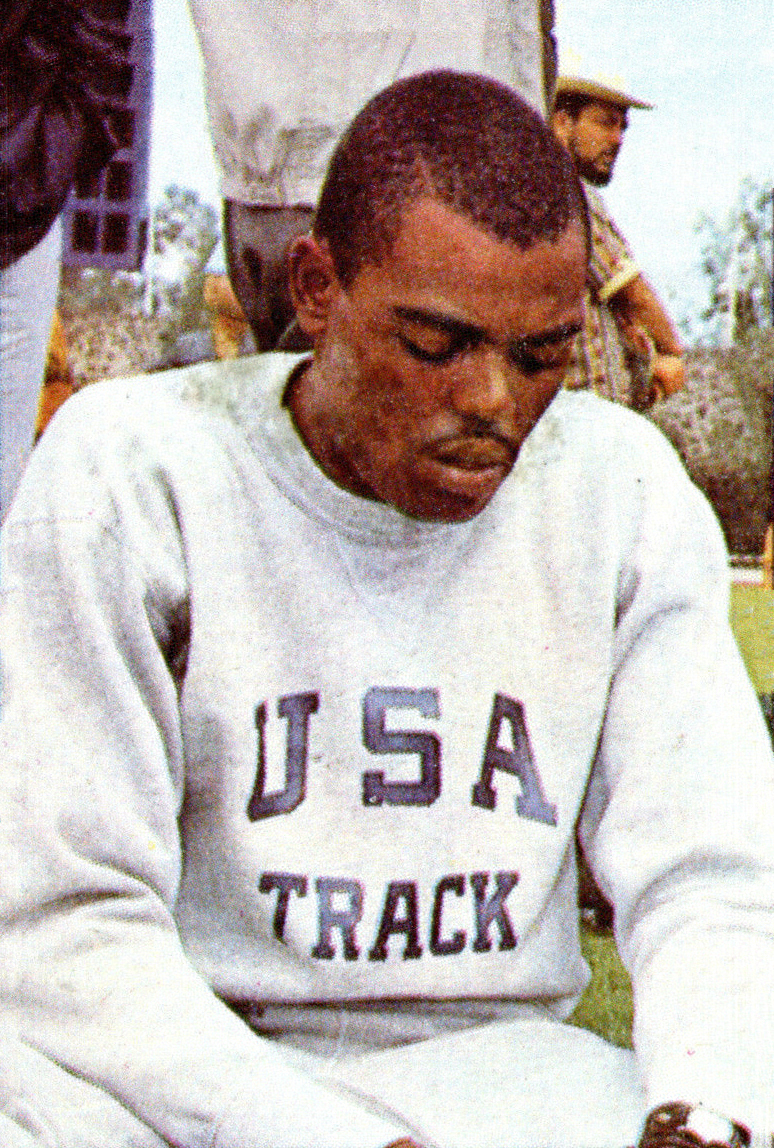
Willie Davenport

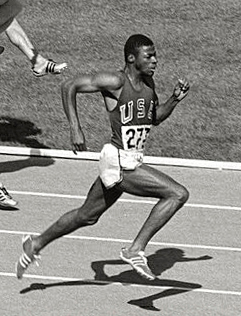
Ervin Hall

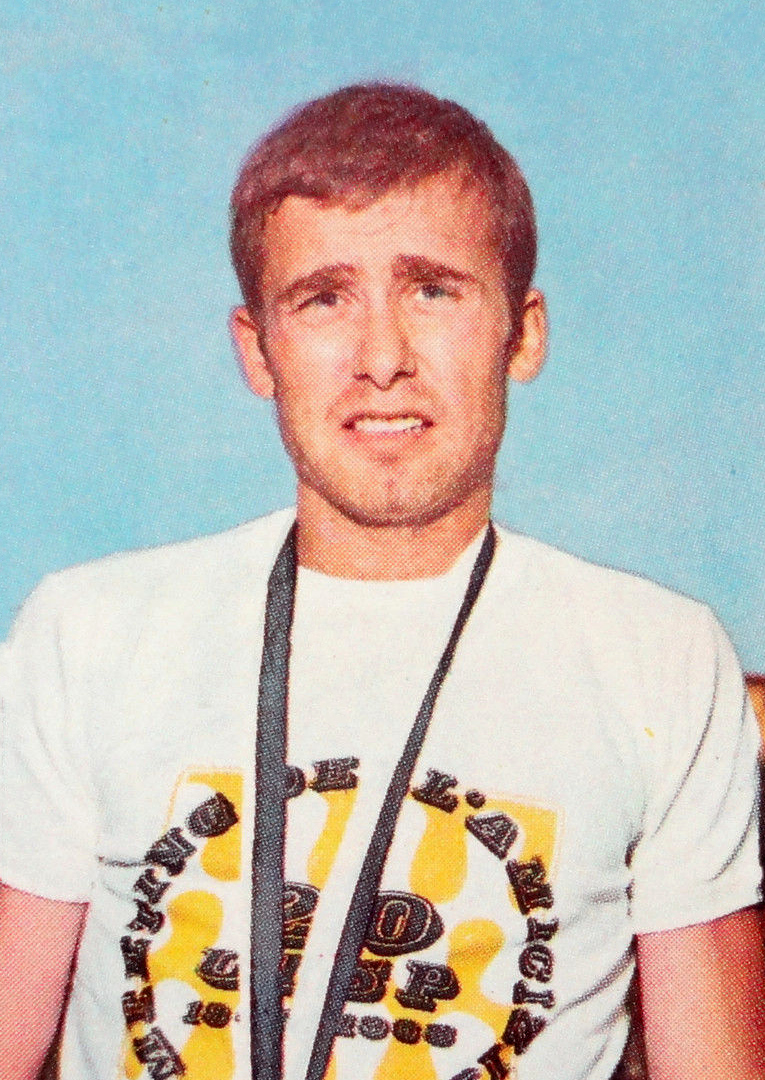
Eddy Ottoz

|                   | zawodnik        | narodowość        | czas | data                   | miejsce     |
| ----------------- | --------------- | ----------------- | ---- | ---------------------- | ----------- |
| Rekord świata     | Martin Lauer    | RFN               | 13,2 | 7 lipca 1959(dts)      | Zurych      |
| Rekord świata     | Lee Calhoun     | Stany Zjednoczone | 13,2 | 21 sierpnia 1960(dts)  | Berno       |
| Rekord świata     | Earl McCullouch | Stany Zjednoczone | 13,2 | 16 lipca 1967(dts)     | Minneapolis |
| Rekord olimpijski | Lee Calhoun     | Stany Zjednoczone | 13,5 | 26 listopada 1956(dts) | Melbourne   |

## Wyniki
| Poz. - pozycja |
| – rekord świata \| – rekord krajowy \| – rekord życiowy \| = – wyrównany rekord życiowy \| · – najlepszy wynik w sezonie \| = – wyrównany najlepszy wynik w sezonie \| – rekord olimpijski |
| Fn – falstart \| DNF – nie ukończył \| DNS – nie wystartował \| DSQ – zdyskwalifikowany |

### Eliminacje
Rozegrano pięć biegów eliminacyjnych. Do półfinałów awansowało po trzech najlepszych zawodników z każdego biegu (Q) oraz jeden z najlepszym czasem spośród pozostałych (q).

#### Bieg 1
Wiatr: 0,0 m/s
| Poz. | Zawodnik            | Narodowość                           | Rezultat | Uwagi |
| ---- | ------------------- | ------------------------------------ | -------- | ----- |
| 1    | Ervin Hall          | Stany Zjednoczone                    | 13,7     | Q     |
| 2    | Pierre Schoebel     | Francja                              | 13,8     | Q, =  |
| 3    | Daniel Riedo        | Szwajcaria                           | 14,0     | Q     |
| 4    | Giovanni Cornacchia | Włochy                               | 14,1     |       |
| 5    | Franklin Blyden     | Wyspy Dziewicze Stanów Zjednoczonych | 14,7     |       |
| 6    | Kimaru Songok       | Kenia                                | 14,7     |       |
| –    | Bernard Kender      | Czad                                 | DNS      |       |

#### Bieg 2
Wiatr: +1,0 m/s
| Poz. | Zawodnik          | Narodowość        | Rezultat | Uwagi |
| ---- | ----------------- | ----------------- | -------- | ----- |
| 1    | Willie Davenport  | Stany Zjednoczone | 13,6     | Q     |
| 2    | Hinrich John      | RFN               | 13,8     | Q     |
| 3    | Arnaldo Bristol   | Portoryko         | 13,9     | Q     |
| 4    | Ołeh Stepanenko   | ZSRR              | 13,9     | q     |
| 5    | Hernando Arrechea | Kolumbia          | 14,0     |       |
| 6    | Ishtiaq Mubarak   | Malezja           | 14,3     |       |
| 7    | Su Po-tai         | Tajwan            | 15,0     |       |

#### Bieg 3
Wiatr: 1,7 m/s
| Poz. | Zawodnik          | Narodowość               | Rezultat | Uwagi  |
| ---- | ----------------- | ------------------------ | -------- | ------ |
| 1    | Eddy Ottoz        | Włochy                   | 13,5     | Q, = = |
| 2    | Werner Trzmiel    | RFN                      | 13,8     | Q      |
| 3    | Juan Morales      | Kuba                     | 13,9     | Q      |
| 4    | Gary Knoke        | Australia                | 14,1     |        |
| 5    | Stuart Storey     | Wielka Brytania          | 14,1     |        |
| 6    | Simbara Maki      | Wybrzeże Kości Słoniowej | 14,3     |        |
| 7    | Fernand Tovondray | Madagaskar               | 14,9     |        |

#### Bieg 4
Wiatr: +0,3 m/s
| Poz. | Zawodnik          | Narodowość        | Rezultat | Uwagi |
| ---- | ----------------- | ----------------- | -------- | ----- |
| 1    | Leon Coleman      | Stany Zjednoczone | 13,7     | Q     |
| 2    | Bo Forssander     | Szwecja           | 13,9     | Q     |
| 3    | Kjellfred Weum    | Norwegia          | 14,0     | Q     |
| 4    | Mike Parker       | Wielka Brytania   | 14,1     |       |
| 5    | Patricio Saavedra | Chile             | 14,4     |       |
| 6    | Rogelio Onofre    | Filipiny          | 15,0     |       |
| –    | Werner Kuhn       | Szwajcaria        | DNS      |       |

#### Bieg 5
Wiatr: 0,0 m/s
| Poz. | Zawodnik          | Narodowość      | Rezultat | Uwagi |
| ---- | ----------------- | --------------- | -------- | ----- |
| 1    | Wiktor Balichin   | ZSRR            | 13,8     | Q     |
| 2    | Marcel Duriez     | Francja         | 13,9     | Q     |
| 3    | Sergio Liani      | Włochy          | 13,9     | Q     |
| 4    | Alan Pascoe       | Wielka Brytania | 13,9     | =     |
| 5    | Lubomír Nádeníček | Czechosłowacja  | 14,1     |       |
| 6    | Alfredo Deza      | Peru            | 14,3     |       |
| 7    | Radhamés Mora     | Dominikana      | 16,8     |       |

### Półfinały
Rozegrano dwa biegi półfinałowe. Do finału awansowało po czterech najlepszych zawodników z każdego biegu (Q).

#### Bieg 1
Wiatr: +1,8 m/s
| Poz. | Zawodnik        | Narodowość        | Rezultat | Uwagi |
| ---- | --------------- | ----------------- | -------- | ----- |
| 1    | Ervin Hall      | Stany Zjednoczone | 13,3     | Q,    |
| 2    | Eddy Ottoz      | Włochy            | 13,5     | Q, =  |
| 3    | Bo Forssander   | Szwecja           | 13,7     | Q     |
| 4    | Pierre Schoebel | Francja           | 13,7     | Q,    |
| 5    | Hinrich John    | RFN               | 13,8     |       |
| 6    | Daniel Riedo    | Szwajcaria        | 14,0     |       |
| 7    | Juan Morales    | Kuba              | 14,0     |       |
| 8    | Wiktor Balichin | ZSRR              | 14,1     |       |

#### Bieg 2
Wiatr: 0,0 m/s
| Poz. | Zawodnik         | Narodowość        | Rezultat | Uwagi |
| ---- | ---------------- | ----------------- | -------- | ----- |
| 1    | Willie Davenport | Stany Zjednoczone | 13,5     | Q     |
| 2    | Leon Coleman     | Stany Zjednoczone | 13,5     | Q     |
| 3    | Werner Trzmiel   | RFN               | 13,5     | Q     |
| 4    | Marcel Duriez    | Francja           | 13,7     | Q, =  |
| 5    | Ołeh Stepanenko  | ZSRR              | 13,8     |       |
| 6    | Kjellfred Weum   | Norwegia          | 14,0     | [ 6 ] |
| 7    | Sergio Liani     | Włochy            | 14,0     |       |
| 8    | Arnaldo Bristol  | Portoryko         | 14,1     |       |

### Finał
Wiatr: 0,0 m/s
| Poz. | Zawodnik         | Narodowość        | Rezultat | Uwagi |
| ---- | ---------------- | ----------------- | -------- | ----- |
| 1    | Willie Davenport | Stany Zjednoczone | 13,3     | =     |
| 2    | Ervin Hall       | Stany Zjednoczone | 13,4     |       |
| 3    | Eddy Ottoz       | Włochy            | 13,4     | [ 4 ] |
| 4    | Leon Coleman     | Stany Zjednoczone | 13,6     |       |
| 5    | Werner Trzmiel   | RFN               | 13,6     |       |
| 6    | Bo Forssander    | Szwecja           | 13,7     | [ 7 ] |
| 7    | Marcel Duriez    | Francja           | 13,7     | =     |
| 8    | Pierre Schoebel  | Francja           | 14,0     |       |